# 톨 걸 2
《톨 걸 2》(영어: Tall Girl 2)는 2022년 넷플릭스에서 공개된 미국의 로맨틱 코미디 영화로, 2019년작 《톨 걸》의 속편이다. 에밀리 팅 감독이 연출했고, 전편의 각본가 샘 울프슨이 이어서 각본을 담당했다.
2022년 2월 11일 넷플릭스에 공개되었다.

## 줄거리
전편으로부터 3개월이 지난 시점이다. 무도회에서의 연설 이후 조디는 학교에서 꽤 유명해졌으며, 큰 키에 대한 콤플렉스도 사그라들었다. 덩클맨과의 연애도 순조롭게 이어가고 있다. 그리고 조디의 언니 하퍼는 취직을 하여 로스앤젤레스로 이사를 앞두고 있다.
그 무렵 학교에서는 봄을 맞아 뮤지컬 《바이 바이 버디》를 공연하기로 한다. 조디는 여주인공 킴 역할의 오디션을 보게 된다. 캐스팅 담당자는 조디가 자신의 콤플렉스를 극복한 사실을 높이 평가하며 그녀를 발탁한다. 조디와 앙숙이었던 키미는 여주인공 대역으로 머무르게 되면서 분개한다. 남주인공 역의 토미는 조디에게 호감을 보이고 둘은 가까워진다.
조디는 여주인공 역할에 대한 불안감으로 인해 내면의 부정적인 목소리를 듣게 된다. 여기에 뮤지컬 연습으로 인한 스트레스로 인해 덩클맨과의 식사 자리를 망치게 된다. 서로의 솔직하지 못한 태도 탓에 둘의 관계는 결국 파국을 맞는다. 스티그의 누나 스텔라가 스웨덴에서 찾아오고, 덩클맨은 스티그 남매와 어울리면서 조디와의 이별로 인한 상실감을 조금씩 회복한다. 한편 조디는 토미와 키스를 하고, 이를 덩클맨이 알게 되면서 둘의 관계는 더욱 나빠진다.
공연 전야제 때 조디는 덩클맨과의 추억을 완전히 잊고자, 전편에서 선물로 받은 구두를 불태우려 한다. 하지만 키미가 그것을 막는다.
마침내 공연 날, 조디는 내면의 불안한 목소리를 극복하지 못하고 무너지는 모습을 보인다. 조디는 키미에게 무대에 서달라고 부탁하지만, 키미는 거절한다. 대신 곁무대에서 도움을 주겠다고 한다. 무대에서, 조디는 키미의 도움으로 위기의 순간을 극복하고 공연을 성공적으로 마친다. 공연이 끝나고 조디는 마침내 자존감을 회복하고 내면의 목소리를 떨쳐낼 수 있게 된다. 그리고 대기실로 덩클맨이 찾아와 화해를 청하고, 조디가 그것을 받아들임으로써 둘의 관계는 회복된다.

## 출연진
- 에이바 미셸 - 조디 크레이먼
- 그리핀 글럭 - 잭 덩클맨
- 사브리나 카펜터 - 하퍼 크레이먼
- 앤젤리카 워싱턴 - 퍼리다 마크스
- 루크 아이스너 - 스티그 몰린
- 리코 패리스 - 슈니퍼
- 조해나 루 - 스텔라 몰린
- 클래라 윌지 - 키미 스티처
- 스티브 잔 - 리치 크레이먼
- 앤절라 킨지 - 헐레인 크레이먼
- 얀 루이스 카스테야노스 - 토미 토러스
- 크리스 와일드 - 코리 덩클맨
- 레이철 톰슨 - 리
- 오데사 피스터 - 퍼리다의 어머니
- 더그 스피어먼 - 퍼리다의 아버지